# Saphir (Q145)
Pour les articles homonymes, voir Saphir (homonymie).
Le Saphir était un sous-marin mouilleur de mines, navire de tête de la classe Saphir, qui a servi dans la Marine nationale et pendant la Seconde Guerre mondiale.

## Conception
Les sous-marins de la classe Saphir avaient un déplacement en surface de 773 tonnes et un déplacement immergé de 940 tonnes. Ils mesuraient 65,9 m de long, 7,1 m de large et 4,3 m de tirant d'eau. La propulsion en surface était assurée par deux moteurs diesel Normand-Vickers d'une puissance totale de 1 300 cv (969 kW) et en plongée par deux moteurs électriques d'une puissance totale de 1 100 cv (810 kW) par l'intermédiaire de deux arbres, permettant une vitesse maximale de 12 nœuds (22 km/h) en surface et de 9 nœuds (17 km/h) en plongée. Leurs soutes de 97 tonnes de carburant pétrolier leur donnaient une autonomie en surface de 7 000 milles nautiques (13 000 km) à 7,5 nœuds (13,9 km/h), et de 4 000 milles nautiques (7 400 km) à 12 nœuds (22 km/h) et leurs batteries une autonomie en immersion de 80 milles nautiques (150 km) à 4 nœuds (7,4 km/h). Ils transportaient un effectif de 42 hommes,. Les sous-marins de la classe Saphir pouvaient plonger jusqu'à 76 m (250 ft).
Ces sous-marins étaient armés de 3 tubes lance-torpilles de 550 mm et de 2 tubes lance-torpilles de 400 mm. Pour les attaques et défenses en surface, ils étaient équipés d'un canon de 75 mm, d'une mitrailleuse de  13,2 mm/76 Aa et de 2 mitrailleuses Hotchkiss Mle 1914 de 8 mm.
Ces sous-marins étaient conçus pour mouiller des mines sans faire surface. Les 32 mines à orin Sautter-Harlé HS 4, portant une charge de 220 kg de tolite et utilisables par 200 m de fond dont ils étaient équipés, étaient fixées à l’extérieur de la coque sous un revêtement hydrodynamique : chacun des huit puits situés de chaque bord du sous-marin contenait deux mines, disposées l’une au-dessus de l’autre.

Arrivé au lieu choisi, le sous-marin larguait ses mines avec un système à air comprimé Normand-Fenaux (du nom de son inventeur Fernand Fenaux, ingénieur chez Normand) ; du fait de l’allégement ainsi causé, il fallait rééquilibrer rapidement la pesée, de façon à ne pas faire surface en pleine zone ennemie.

## Historique
Le Saphir est mis sur cale le 25 mai 1926 à l'arsenal de Toulon. Il est lancé le 20 décembre 1928 et mis en service le 30 septembre 1930,.
En septembre 1939, au début de la Seconde Guerre mondiale en Europe, le Saphir est chargé d'effectuer des patrouilles et des poses de mines en mer Méditerranée à partir de la base de Bizerte en Tunisie, en coopérant également avec la Royal Navy, dans le cadre du 20e division du 6e escadron de la 4e flottille de sous-marins avec ses navires-jumeaux (sister ships) Rubis, Nautilus  et Turquoise). Le 7 février 1940, les Nautilus, Rubis et Saphir escortent l'aviso Commandant Rivière au départ d'Oran et, après avoir traversé le détroit de Gibraltar, rejoignent les convois 9-R et 63-KS, puis atteignent Brest pour une remise à niveau. Une fois la rénovation terminée, le Nautilus et le Saphir escortés par l'aviso Yser quittent Brest vers la mer Méditerranée, atteignant Gibraltar le 28 avril et Bizerte le 1er mai.
Le 22 juin 1940, la France signe un armistice avec l'Allemagne nazie triomphante  (Armistice du 22 juin 1940)et deux jours plus tard avec l'Italie fasciste (Armistice du 24 juin 1940). Selon les termes de la capitulation, le Saphir, qui est amarré dans le port tunisien avec plusieurs autres sous-marins, doit rester au port et est désarmé à une date ultérieure mais non précisée. Cependant, le 26 juin 1940, une de ses mines fait exploser le navire marchand italien Alicantino, pesant 1 642 tonneaux, au large de Cagliari. 
En novembre-décembre 1942, l'Axe occupe le protectorat tunisien et les Allemands prennent possession du Saphir et d'autres navires, qui sont cédés le 8 décembre aux alliés italiens. La Regia Marina rebaptise le Saphir en FR 112 et tente de le remettre en état pour en faire un sous-marin de transport; mais les sources ne s'accordent pas sur le chantier naval bien qu'il est presque certain qu'il s'agit de Naples,. Quoi qu'il en soit, le sous-marin est déclaré inutilisable le 21 avril 1943. Le 8 septembre suivant, l'armistice de Cassibile est rendu public et les équipages ont ordonné que plusieurs unités soient sabordés, y compris le Saphir. Pour des raisons non précisées par les sources, cela n'a pas été fait et les Allemands en ont pris possession pour la deuxième fois. Cependant, ils n'ont pas jugé bon de le réutiliser et, le 15 septembre 1943, ils l'ont soit fait exploser au port, soit coulé.